# Newburn
Newburn – wieś w Anglii, w Tyne and Wear, w dystrykcie metropolitalnym Newcastle upon Tyne. Leży 8.2 km od miasta Newcastle upon Tyne i 401.5 km od Londynu. W 2011 miejscowość liczyła 9536 mieszkańców.